# Инагава, Ютака
Ютака Инагава (р. 23 февраля 1974 года в Токио, Япония) — японский художник, изучавший живопись, штриховые рисунки и фотографию. Специализируется на фотомонтаже.

## Выставки
- 1996: «Sanyou-Ten», Myu Gallery, Када (Токио)[англ.], Япония
- 2004: XHIBIT 04, The Arts Gallery, Лондон[3]
- 2004: MA fine art show, Chelsea College of Art and Design
- 2005: Galerie Suty, Кой-ла-Форет, Франция
- 2005: St’Art, Strasbourg Art Fair, Страсбург, Франция
- 2005: «Hybrid», Style Cube Zandari, Сеул, Южная Корея[4]
- 2005: Summer Exhibition 2005, Королевская академия художеств, Лондон
- 2006: «Synchro-Tron», Aqffin Gallery, London
- 2007: New Art Center, Нью-Йорк
- 2008: «Cosmopolis», Pippy Houldsworth Gallery, London[5]
- 2008: «Around the Clock», I-MYU, London[6]
- 2009: «Sensory Cocktails», Gallery Zandari, Seoul, Korea[7][8]